# Corsier-Port
Corsier-Port est le nom d'un site palafittique préhistorique des Alpes occupé à plusieurs reprises durant la préhistoire, situé sur les rives du lac Léman sur la commune de Corsier dans le canton de Genève, en Suisse.

## Description générale
Le site littoral de Corsier-Port se situe dans une petite baie sur la rive gauche du Léman en contrebas du Village de Corsier à une dizaine de kilomètres de la ville de Genève. Ce site palafittique d’une extension d’environ 1,9 ha, aujourd’hui sous 3 à 5 mètres d’eau se trouve à environ 70m de la rive actuelle du lac et s’étend jusqu’à 200m au large.
La station lacustre de Corsier-Port présente plusieurs occupations successives qu’il est possible de regrouper en 4 grandes périodes de peuplement (voir chronologie). De nombreuses structures y sont encore observables notamment une Ténevière représentée par un empierrement anthropique plus ou moins continu qui devait faire partie d’un aménagement aujourd’hui détruit par l’action des vagues. Nous pouvons également noter au large, une vaste zone de pieux d’assez gros diamètres rattachée au Bronze final et côté rive, une sorte de palissade délimitant le village Néolithique. Ces structures témoignent d’un possible recoupement des occupations du village du Bronze ancien et du village Néolithique. La conservation des vestiges du site de Corsier Port, notamment pour l’occupation du Néolithique Moyen, peut en partie s’expliquer par la morphologie assez particulière des fonds sous-lacustres dans la baie de Corsier. L’obstacle naturel constitué par le relief des Haut-Monts de Corsier a probablement ralenti l’action des vagues dans la zone occupée par les vestiges archéologiques. Malgré la conservation des vestiges cité plus haut, la plupart des informations que nous possédons sur l’extension des différents villages sont fondées sur le matériel céramique et lithique de surface en raison de l’érosion des couches archéologiques.

### Importance du site
Les fouilles menées sur les stations littorales de Morges La Poudrière et de Corsier-Port ont permis de se rendre compte de l’urgence et de la nécessité de faire l’inventaire détaillé des sites préhistoriques immergé du Léman à la fois pour les protéger, mais aussi afin de contribuer à la connaissance du peuplement du Bassin lémanique.
Sur les deux sites lémaniques ayant livré des objets attribuables au Néolithique Moyen (Dullive sur Vaud et Corsier-Port pour Genève), seul Corsier-Port présente des objets en céramique dans une couche archéologique en place.

### UNESCO
Le site a été classé le 27 juin 2011 au patrimoine mondial de l'UNESCO avec 110 autres sites lacustres du Néolithique dans les Alpes. Il est également inscrit comme bien culturel suisse d'importance nationale.

## Histoire de la recherche
Nous devons une grande partie de notre connaissance actuelle au sujet des emplacements des sites préhistoriques lémaniques à trois chercheurs : François-Alphonse Forel, Louis Blondel et Hippolyte-Jean Gosse. Ce dernier découvre en 1858 deux stations lacustres à Corsier : Gabiule I et II (plus tard nommées Corsier-Port) et les attribue à l’âge de Pierre et à l’âge du Bronze.
Il faut attendre 1977 avec les fouilles du site de Morges-la-Poudrière pour que les premières recherches subaquatiques systématiques soient effectuées sur Léman. La même année, un projet de construction d’un port de plaisance menace une partie du site préhistorique de Corsier-Port, ce qui justifie une intervention du département d’Anthropologie de l’université de Genève dirigée par Pierre Corboud. Ainsi, les premières observations en plongée menées durant le printemps 1977 ont montré l’étendue des vestiges archéologiques conservés sur le site. À la suite de ces résultats positifs, quatre campagnes hivernales d’études sont menées entre 1978 et 1981. Elles consistent en des prospections systématiques de surfaces, de carottages géologiques et d’une fouille du niveau Cortaillod. Ces travaux permettent d’aborder, bien que superficiellement, les ensembles archéologiques de surface dans leur globalité et de réaliser de petites fouilles sur les couches du Néolithique Moyen. Ceci dans le but d’étudier les vestiges les mieux conservés et de délimiter l’extension des différentes phases d’occupation.
En 1990, des études complémentaires sur les affleurements de la couche du Néolithique Moyen ont été effectuées et un dispositif de protection pour les vestiges archéologiques a été mis en place.

## Chronologie
L’une des caractéristiques des sites archéologiques lémaniques est l’érosion importante des rives préhistoriques immergées. C'est pourquoi, la majeure partie du matériel archéologique de surface mis au jour sur le site de Corsier-Port présente des altérations importantes. Malgré cela, il a été possible de relever quatre grandes périodes d’occupation du site: le Néolithique Moyen entre 4000-3500 av.n.è.(Cortaillod), le Néolithique final 3000-2500 av.n.è (Lüscherz), le Bronze ancien 2000-1500 av.n.è et le Bronze final 1000-500 av.n.è. Leur extension est essentiellement représentée par la répartition du matériel archéologique.
Le niveau moyen du Léman durant la préhistoire se trouvait entre trois et quatre mètres sous le niveau actuel, soit vert 368-369m. Les agriculteurs du Néolithique Moyen ont construit le premier village du site de Corsier-Port sur la terre ferme, protégé côté terre par une palissade. Cette phase d’occupation semble se terminer avec l’abandon du site à la fin du Cortaillod vers 3400 av.n.è. probablement à cause de la montée des eaux du lac. Corsier-Port a également livré des données se rattachant au Néolithique final, au Bronze ancien et au Bronze final. Il semblerait donc que les eaux du lac aient suffisamment baissées durant ces périodes afin de favoriser l’implantation des différents villages.
La dendrochronologie effectuée sur 253 pieux révèle 8 phases d’abattage dont une seule se rattache au Néolithique moyen (3856 av.n.è.) ce qui correspond à la céramique du Cortaillod classique retrouvée sur le site (3900-3700 av.n.è). Les autres phases d’abattage correspondent au Bronze final de 834 av.n.è. à 891 av.n.è.

### Le Néolithique Moyen
La première phase d’occupation du site de Corsier-Port qui correspond au Néolithique moyen est la seule ayant livré une couche archéologique en place. Cette couche anthropique de fumier lacustre (C3), repérée par carottage, se concentre en amont du site. Une partie seulement de ce lambeau de couche archéologique a fait l’objet de fouille. Elle a livré principalement de la céramique qui permet de dater cette première phase d’occupation au Cortaillod classique.
Aussi, un petit ensemble de pieux daté par dendrochronologie fournit une date d’abattage unique de 3856 avn.è. Il est donc possible d’attribuer au Néolithique moyen une surface d’occupation d’environ 160m sur 30m-50m. L’homogénéité de la stratigraphie et de la datation dendrochronologique suggèrent une occupation relativement brève.

### Autres phases d’occupation
Les trois phases d’occupation suivantes sont représentées par du matériel se trouvant dans un même niveau de surface en raison du lessivage des couches d’habitat. Aucune couche archéologique n’est donc en place pour ces périodes.

#### Le Néolithique final et le Bronze ancien
Le Néolithique final est l’horizon le plus mal représenté avec quelques objets lithiques se répartissant dans la partie en aval du site. Il est à noter qu’une hache-marteau se rattachant à la culture Cordée a été mis au jour dans une zone de matériel archéologique du Cortaillod.
Le Bronze ancien est lui aussi essentiellement représenté par du matériel lithique taillé, poli ou par des artefacts de mouture tels que les meules et les molettes. Nous pouvons également relever un peu de céramique très érodée comportant des fonds et des languettes de préhension caractéristiques du Bronze ancien. Aussi, trois haches en bronze se rattachant à cette période, dont deux de type « Roseaux », ont été mis au jour lors des prospections de 1977. Tout le matériel attribué au Bronze ancien est concentré au sud des zones archéologiques où aucune structure n’a été conservée.

#### Le Bronze final
Le village du Bronze final dont les pilotis ne sont conservés aujourd’hui que dans la zone en amont du site, se situe environ 30 m plus au large que celui du Néolithique moyen. Aussi, le Bronze final est certainement la période d’occupation la plus importante des 4 phases du site de Corsier-Port en termes d’extension en surface. Outre de la céramique très érodée, du matériel de mouture et des objets en bronze, il est possible de rattacher à cette période une ténevière ainsi que la plus grande partie des pieux observés.